# Kathleen Gati
Kathleen Gati  (Montreal (Canada), 13 augustus 1957) is een Canadese/Amerikaans actrice.

## Biografie
Gati werd geboren in Montreal (Canada) bij Hongaarse immigranten.
Gati wilde actrice en balletdanseres worden, op twintigjarige leeftijd verhuisde zij naar New York om fulltime actrice te worden.
Gati begon in 1981 met acteren in de film Ms. 45, waarna zij nog meer dan 110 rollen speelde in films en televisieseries. Zij is vooral bekend van haar rol als dr. Liesl Obrecht in de televisieserie General Hospital, waar zij al in 372 afleveringen speelde (2012-heden).
Gati heeft in haar carrière voor vijf jaar in Hongarije gewoond, nu woont en werkt zij in Los Angeles.
Gati is in 2012 getrouwd.

## Filmografie

### Films
Selectie:
- 2011 Transformers: Dark of the Moon – als Russische barvrouw
- 2008 The House Bunny – als manager boutique
- 2007 Trade – als Irina
- 2004 Meet the Fockers – als Venka
- 2002 Man of the Year – als Ella
- 1999 Sunshine – als Josefa Sonnenschein

### Televisieseries
Uitgezonderd eenmalige gastrollen.
- 2012-2022 General Hospital – als dr. Liesl Obrecht – 485 afl.
- 2018 Ladies of the Lake: Return to Avalon - als Margaret Cranston - 2 afl.
- 2012-2018 Arrow - als Raisa - 6 afl.
- 2015-2016 Fear the Walking Dead: Flight 462 - als Deirdre - 16 afl.
- 2015 Being Mary Jane - als Shohreh Broomand - 3 afl.
- 2012 Weeds - als Olga - 2 afl.
- 2011 Alphas – als Zahra Pirzad – 4 afl.
- 2006-2007 24 – als Anya Suvarov – 6 afl.
- 2006-2007 Me, Eloise – als Miss Thornton – 5 afl.
- 1994-1995 Patika – als Christine – 12 afl.
- 1989-1990 All My Children – als Taffy Winslow – 5 afl.

- Gemeinsame Normdatei: 106149991X
- International Standard Name Identifier: 0000 0001 1542 9019
- Library of Congress Control Number: no2011016033
- Nationale Bibliotheek van Tsjechië: xx0171407
- SNAC: w6d9286d
- Virtual International Authority File: 168527905
- WorldCat: E39PBJwHp493xVv8Cxdb67dJDq